# Cirera d'Avall
Cirera d'Avall és una masia situada al poble de Lladurs, al municipi del mateix nom, al Solsonès.